# Senato (Bahamas)
Il Senato delle Bahamas (in inglese Senate of the Bahamas) è la camera alta dello stato caraibico delle Bahamas.
Il Senato (camera alta) è composto da 16 membri nominati dal Governatore Generale. Nove di questi senatori sono selezionati su consiglio del Primo Ministro, quattro su consiglio del Capo dell'opposizione e tre su consiglio del Primo Ministro previa consultazione con il Capo dell'opposizione.
Il Senato è autorizzato dalla Costituzione ad approvare i disegni di legge con le stesse modalità approvate dalla Camera o può apportare tali modifiche al disegno di legge qualora lo ritenga necessario. Tali emendamenti dovranno quindi essere approvati dalla Camera dell'Assemblea. Il Senato può anche respingere apertamente un disegno di legge che era stato approvato dalla Camera. Tuttavia, se la Camera approva il disegno di legge in due sessioni successive e il Senato lo rifiuta ogni volta, la Camera dell'Assemblea può inviare il disegno di legge direttamente al Governatore generale senza che il Senato abbia acconsentito al disegno di legge.
In una votazione storica, l'avvocatessa Sharon Wilson è stata eletta all'unanimità per un secondo mandato come Presidente del Senato, segnando la prima volta che una donna che ha vinto la rielezione a capo di quel corpo legislativo. In precedenza è stata Presidente del Senato dal 2002 al 2007 e succedette a Lynn Holowesko, che è stata Presidente del Senato dal 2007 al 2012.
K. Forbes Smith è stato eletto il nuovo Presidente del Senato il 24 maggio 2017.